# Sofá

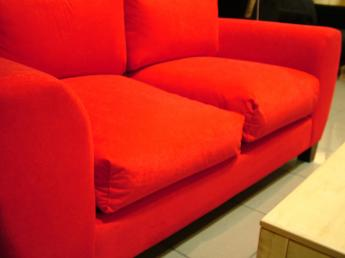
Sofá rojo de dos plazas, sin funda.

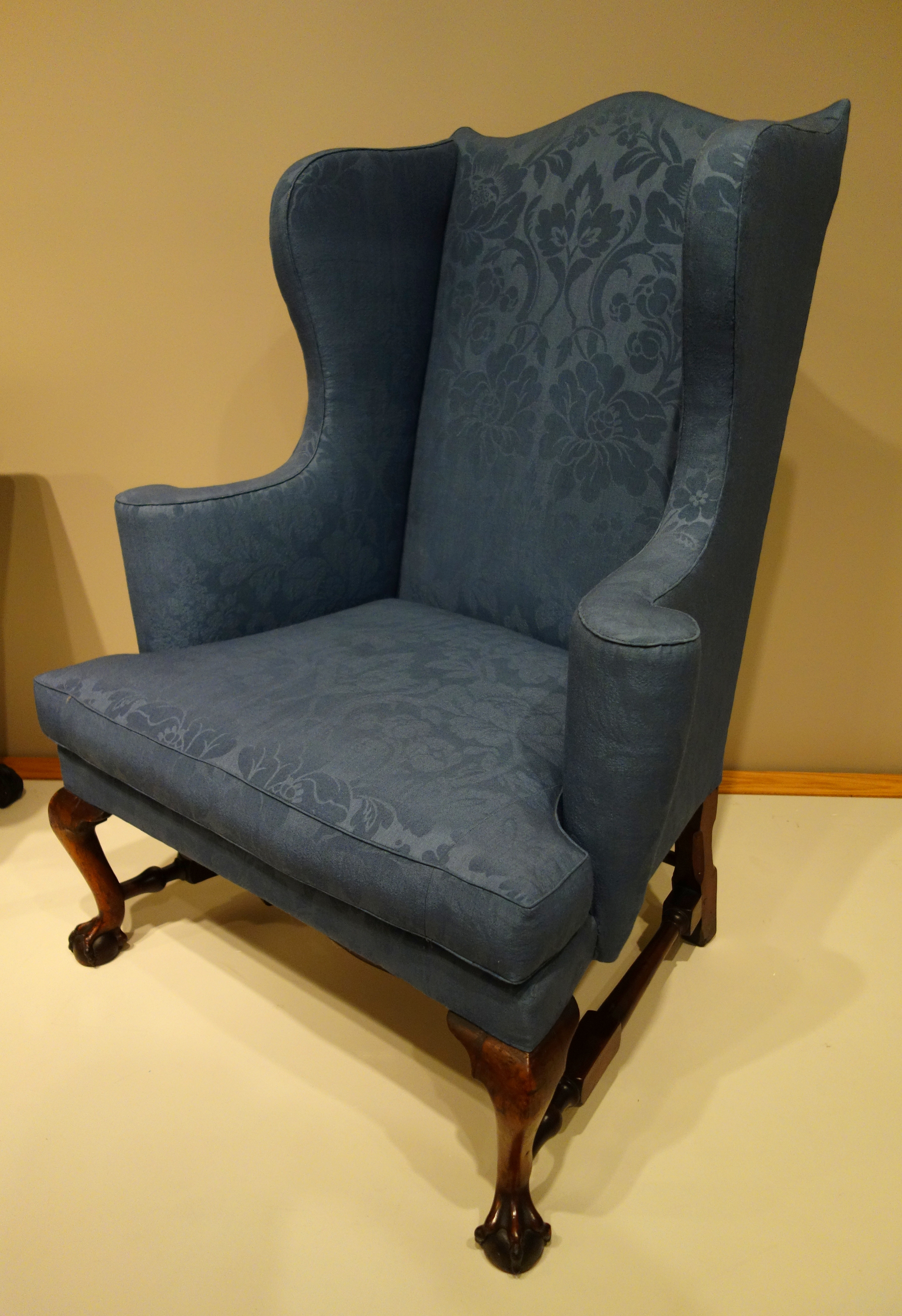
Sofá orejero del siglo XVIII

Un sofá es un mueble diseñado para proporcionar comodidad y soporte a dos o más personas, generalmente en un entorno doméstico o en espacios públicos como salas de espera. Tradicionalmente, se caracteriza por tener un asiento acolchado, un respaldo que ofrece apoyo para la espalda, y posabrazos que permiten descansar los brazos de manera relajada. Aunque en su forma más básica el sofá puede ser simplemente un asiento largo, las variantes modernas incluyen una amplia gama de estilos y funcionalidades, adaptándose a las necesidades de confort, estética y funcionalidad.
A lo largo de la historia, el sofá ha evolucionado desde un simple banco o asiento de madera hasta convertirse en un elemento fundamental en la decoración y la vida cotidiana de muchas culturas. Los sofás de hoy en día están hechos de una variedad de materiales, que incluyen telas, cuero, microfibras, y espumas de alta calidad, que no solo brindan comodidad, sino que también son diseñados para durar a lo largo del tiempo.
Además de su función principal de proporcionar un lugar cómodo para sentarse, el sofá ha adquirido diversas utilidades, como lugar de descanso, socialización, e incluso como cama, gracias a modelos como los sofás cama. En el ámbito moderno, los sofás pueden incluir características adicionales como mecanismos de reclinación, almacenamiento oculto, calefacción, masaje, y otras innovaciones tecnológicas que mejoran la experiencia de uso.
El sofá, como mueble esencial en salas de estar y otros espacios comunes, también juega un papel importante en la estética y el diseño interior de una vivienda. Su tamaño, forma, color y estilo pueden complementar o definir la decoración de una habitación, creando un ambiente de confort y relajación. De hecho, la elección del sofá adecuado es una parte integral del diseño de interiores, ya que puede influir en la percepción de la habitación, su funcionalidad y la interacción social en el hogar.

## Etimología
La palabra sofá procede del turco y deriva de la palabra árabe suffah ("repisa/banco"), cognada con la palabra aramea sippa ("mat").

## Características generales
Se encuentran sofás generalmente en el recibidor o el salón o la sala de la  casa. Un sofá clásico consta de una estructura de madera forrada de tela y acolchada en algunas zonas (por ejemplo, en los apoyabrazos). A ella se añaden cojines de diversos rellenos que conforman el asiento y el respaldo. Los sofás se comercializan en una gran variedad de tejidos y en cuero así como en muy diversos diseños.
Entre los tipos más habituales destacan los de dos y tres asientos o plazas y, por su geometría, el recto y el esquinero. 
Un sofá típico acoge de una a cuatro personas y tiene apoyabrazos a ambos lados. Los orejeros o alados, tienen dos “orejas” pequeñas o alas que se sitúan a ambos lados, para apoyar  la cabeza durante el descanso.
Para ahorrar espacio, algunos se abren para formar una cama como es el caso del sofá cama o el futón (que tiene brazos de madera en vez de acolchados). 
Un tresillo se compone de un sofá de dos o tres plazas y dos butacas o dos sofás de una plaza.
Existen algunos muebles similares al sofá: los más populares incluyen el diván, la chaise longue, el canapé, el reclinable o la otomana.

## Historia

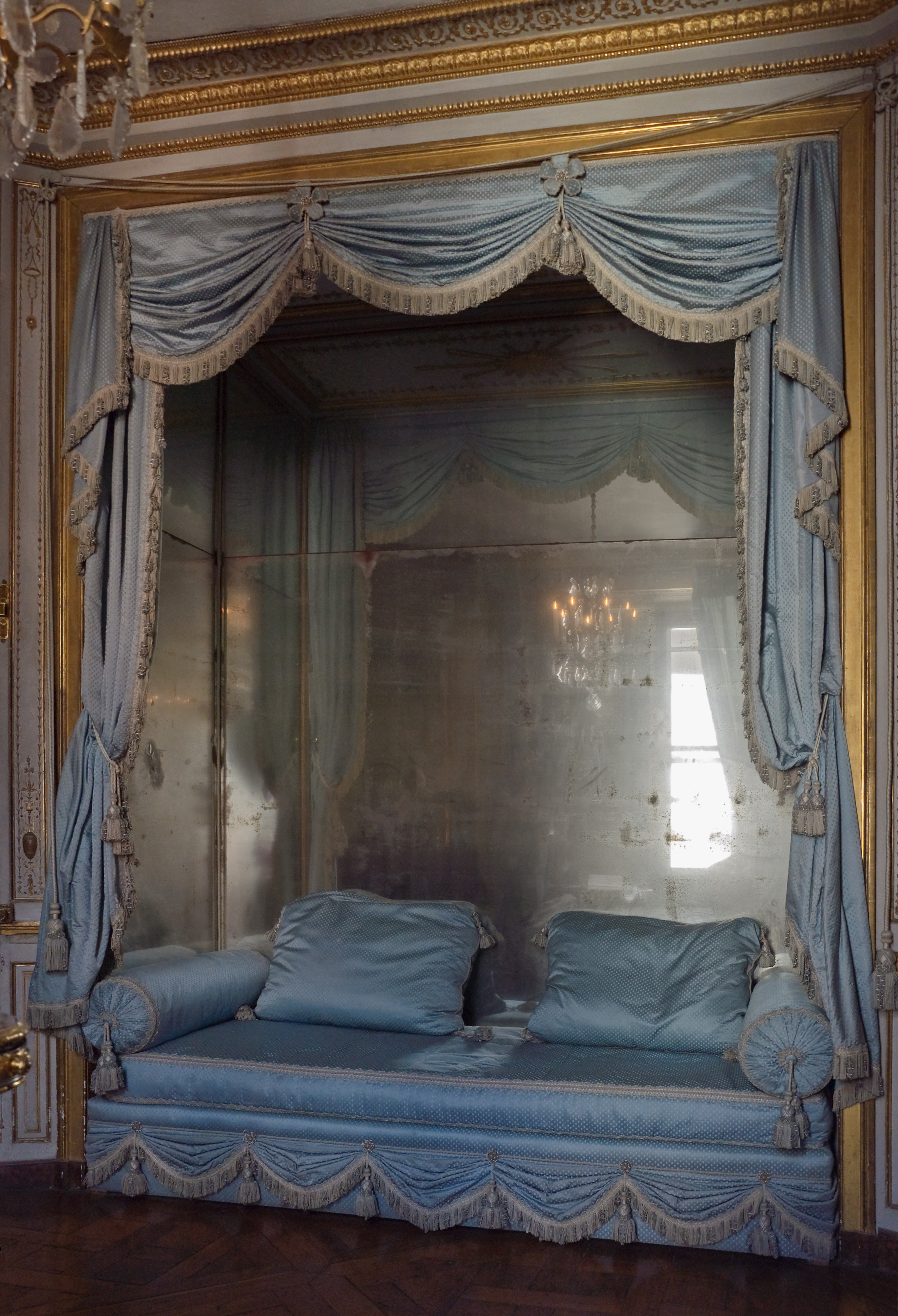
Sofá en el pequeño departamento de la reina, Palacio de Versalles, Francia.

El sofá era originalmente el trono de los egipcios y su existencia está constatada ya en la antigüedad. En la sociedad romana el sofá se encontraba en el comedor, conocido como triclinum. Tres sofás eran colocados alrededor de una mesa baja y los hombres descansaban mientras comían (aunque las mujeres se sentaban en sillas convencionales).

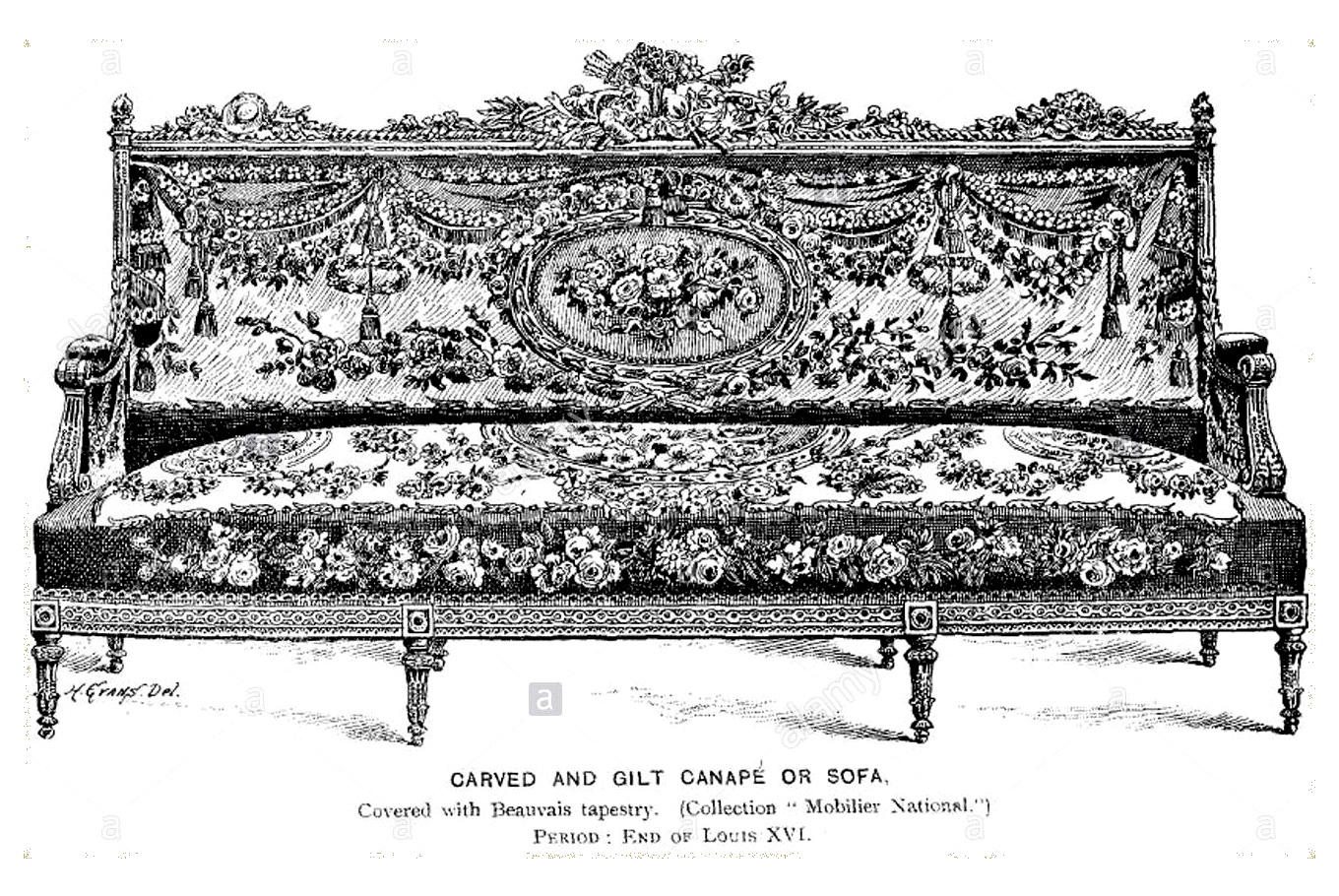
Sofá del

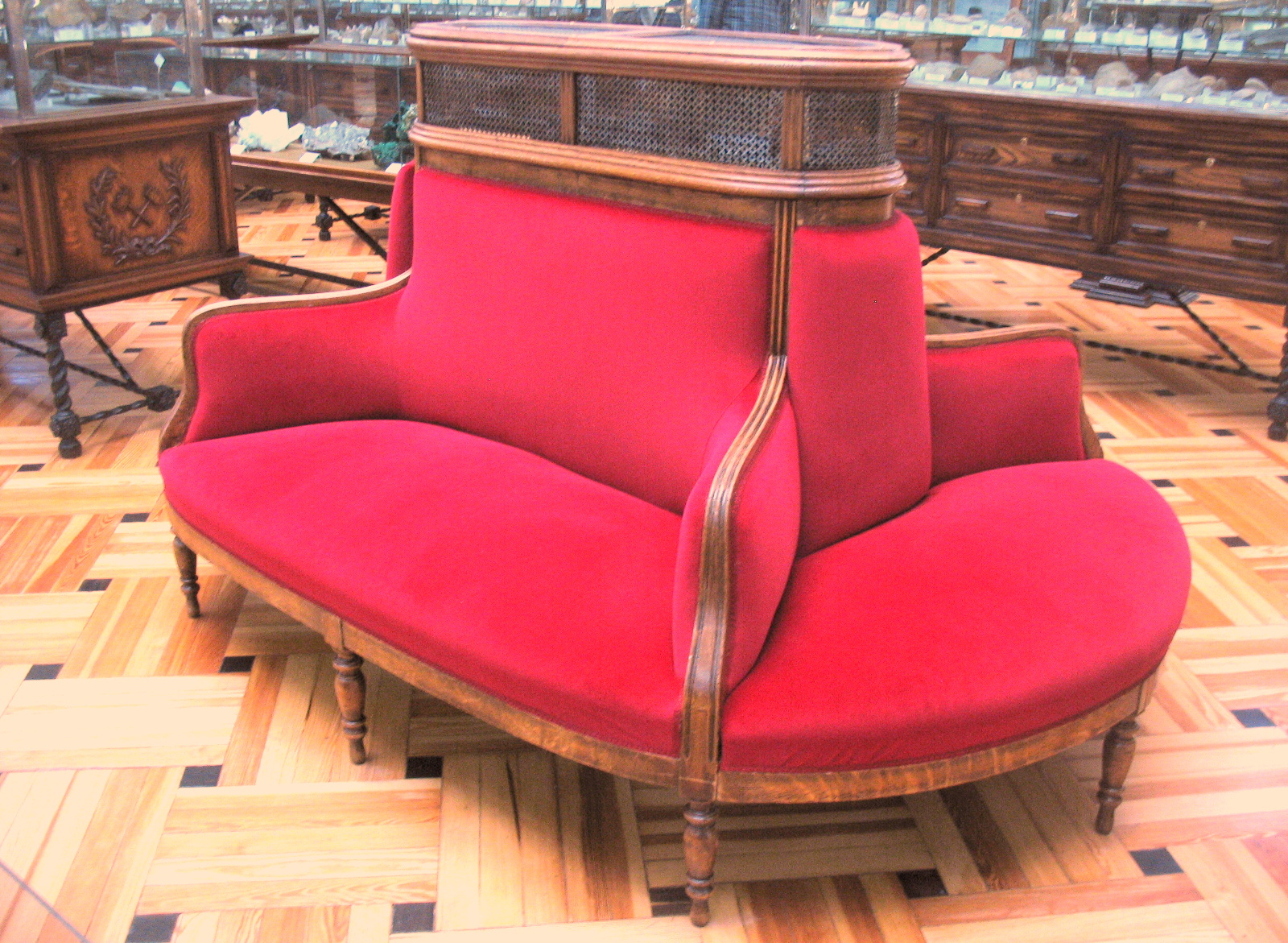
Sofá cubrerradiadores (ca. 1927)

Según el ceremonial cortesano de las cortes europeas del siglo XVIII, el sofá estaba reservado para el dueño de la casa y para visitantes de igual o superior rango. La altura de su asiento fue fijada de tal manera que el lugar de honor en la mesa de café fuera igualmente adecuado para comer, beber, leer, conversar y hacer manualidades. El equipamiento incluía rodillos cubiertos con la misma tela y cojines firmemente acolchados , que se colocaban delante de los apoyos laterales inclinados y proporcionaban así apoyabrazos . Los bancos tapizados se construyeron de forma análoga a las formas de las sillas tapizadas. “El sofá más común, por otro lado, pasó por el desarrollo de dos formas básicas. La versión más rara siguió siendo el sofá, que se desarrolló a partir de las tradiciones del siglo XVIII, con apoyabrazos rectos y bajos y un respaldo alto y recto: un sillón tapizado común. Más común en el período Biedermeier fue la construcción de un sofá, comúnmente llamado "sofá Biedermeier", que tenía respaldos laterales altos en forma de arco o de S, sobre los cuales se elevaba un respaldo curvo arqueado. Esta forma deriva del llamado lit bateau, la cama en forma de barco. Entre 1810 y 1840, los paneles laterales estrechos y afilados evolucionaron hacia formas más voluminosas, decoradas con tallas en relieve en forma de delfines , cisnes y cornucopias . El sofá, en el que podían sentarse cómodamente varias personas y que se combinaba con sillas alrededor de una gran mesa para formar un grupo de asientos, era el mueble para sentarse más importante del periodo Biedermeier. Marcaba el centro del espacio habitable. Por eso, tradicionalmente el cuadro principal de la estancia se situaba encima del sofá.
El sofá era originalmente un mueble elitista y no fue hasta la época de la industrialización en que el sofá se convirtió en un artículo imprescindible de los muebles en las casas de clase media y baja. A lo largo de su historia ha sido a menudo objeto de polémica, considerándolo una gran variedad de cosas desde decadente hasta conformista.
El sofá se liga hoy invariablemente a la vida familiar doméstica y a la cultura de la televisión. Se coloca a menudo enfrente de la televisión en el cuarto de estar, y se utiliza también para dormir la siesta. El sofá también se ha convertido en el apoyo central para muchas comedias de situación de televisión y comedias. Esta simbiosis, con la cual el sofá ha pasado de lo privado a la esfera pública, se ha representado satíricamente en la cultura popular, en series de televisión tales como Friends, The Big Bang Theory. Casados Con Hijos, Los Simpson y Beavis and Butt-Head.

## Componentes
El sofá suele estar compuesto de :
- Armazón de madera, generalmente de pino, aglomerado...
- Asientos: de cincha de nea, gomaespuma...
- Respaldos y brazos: de gomaespuma picada.

Los pufs rígidos con forma de cubo, suelen ir insertos en los brazos de algunos sofás y sirven de asiento a modo de taburete o, incluso, de reposapiés.

## Sofá de dos plazas
El sofá de dos plazas está muy presente en el salón de las casas italianas, a veces junto a un sofá más grande o flanqueado por sillones, para disponer de asientos adicionales. Gracias a sus dimensiones compactas, el sofá de dos plazas permite a los interioristas y diseñadores dar rienda suelta a las formas, colores, tapizados, cueros, tejidos, estructuras y acolchados. El punto fuerte del sofá de dos plazas es, sin duda, su pequeño tamaño y sus dimensiones compactas. Esta característica permite colocarlo en varias estancias del hogar, no sólo en el salón, sino también en la cocina o en el recibidor, en el dormitorio o en la habitación de invitados, quizás en la versión de sofá cama. Es posible encontrar modelos confortables con un asiento no demasiado voluminoso y cómodo para sentarse, pero la moda del diseño está impulsando últimamente un asiento más ancho, que permite tumbarse incluso en un sofá de 2 plazas. Normalmente, este tipo de sofá no supera los 2 metros de longitud.

## Sofá de tres plazas
El sofá de 3 plazas es muy popular en salones y habitaciones de casas más grandes y espaciosas. Cuando el espacio lo permite, está flanqueado por sillones o sofás de dos plazas. El punto fuerte del sofá de 3 plazas es sin duda la comodidad y la amplitud del asiento. Las versiones de 3 plazas con chaise longue y los sofás-cama son cada vez más populares. El sofá de 3 plazas suele medir entre 2 y 3 metros de longitud.

## Sofá de esquina
El rasgo característico del sofá de esquina es que tiene la clásica forma de L, por lo que se compone de dos secciones. La primera sección constituye la sección principal de sofás, que suele contener 2 o 3 asientos. El reposabrazos se retira de esta sección para construir la esquina. La segunda sección está dispuesta en ángulo recto y apoyada en la primera proporciona un espacio adicional para sentarse. El espacio adicional también puede contar con un lugar para estirarse llamado "Chaise Longue" o reloj de sol.
Este último puede colocarse tanto a la derecha como a la izquierda de la sección principal, lo que permite diferentes combinaciones de mobiliario para adaptarse al espacio disponible o al gusto del amueblador.
El sofá esquinero es el más adecuado para los salones grandes que pueden albergar sofás esquineros de hasta 6 o 7 plazas, pero hoy en día también existen modelos de sofás esquineros con un número reducido de plazas (incluso 2 o 3) para amueblar con estilo incluso salones más pequeños.

## Sofá cama
Un sofá cama, también conocido como futón, es un mueble diseñado para funcionar tanto como asiento como cama. Típicamente, cuenta con un diseño plegable o extensible que le permite transformarse de un área de estar cómoda durante el día a una superficie plana y cómoda para dormir por la noche. La versatilidad de un sofá cama lo hace especialmente útil en espacios donde se busca maximizar la funcionalidad y minimizar el espacio, como en apartamentos pequeños, habitaciones de huéspedes o áreas de estar multifuncionales.
Diseño y funcionalidad
El sofá cama combina elementos tanto de un sofá como de una cama. Durante el día, funciona como un sofá común, con asiento acolchado, respaldo y reposabrazos. Por la noche, el mecanismo o diseño permite ajustar los cojines o el marco, creando una superficie plana para dormir. Existen varios tipos de sofás cama, con variaciones en su construcción y en la manera en que se transforman en camas. Los mecanismos comunes incluyen marcos desplegables, secciones extraíbles y futones convertibles.
En algunos diseños, el área de asiento se voltea o se desliza hacia afuera para revelar un colchón oculto dentro de la estructura, mientras que otros usan un enfoque más compacto, como el futón que se coloca plano directamente sobre el suelo o una plataforma elevada. Los sofás cama se encuentran en varios tamaños, que incluyen individual, matrimonial, queen y king, lo que les permite acomodar diferentes tipos de durmientes y configuraciones de habitación.
Materiales y comodidad
Los sofás cama están fabricados con diversos materiales, dependiendo del nivel deseado de comodidad y durabilidad. El colchón o cojín generalmente consiste en espuma viscoelástica, resortes internos o acolchado de espuma, siendo la elección del material un factor clave en el nivel de soporte y calidad del sueño. El tapizado exterior puede variar desde telas como algodón, lino y terciopelo hasta materiales más duraderos como cuero o cuero sintético, que son más fáciles de limpiar.
Usos y practicidad
El principal beneficio de un sofá cama es su capacidad para ahorrar espacio. Es ideal para hogares pequeños, apartamentos u oficinas donde se necesita tanto un lugar para sentarse como para dormir, sin tener que dedicar espacios separados. Además, es popular para alojar a invitados durante la noche en hogares donde no se dispone de habitaciones de huéspedes. Los sofás cama también se encuentran en varios diseños que se adaptan a las preferencias de decoración tanto modernas como tradicionales, lo que los convierte en piezas de mobiliario versátiles y prácticas para muchos tipos de espacios habitables.

## Fundas
Hay tiendas y profesionales  especializados en fundas para sofá, incluyendo también a tapiceros.
Las fundas para sofá suelen ser ajustables o elásticas y con medidas estándar (la medida más importante es el largo, incluyendo los reposabrazos), cubriendo también la parte de atrás del sofá.
Así:
- Para los sofás de una plaza, las medidas del largo van de 70 a 110 cm.
- Para los de dos plazas, las medidas más habituales son de 120 a 190 o 210 cm de largo.
- Para los de tres plazas, suelen ser de 180 a 240 cm de largo.
- Los de 4 plazas van de 240 a 270.

Otras medidas secundarias para las fundas son:  
- altura total
- altura del reposabrazos
- profundidad o anchura de asiento.

Los materiales más usados para la tela son los de mezcla de  poliéster (35% a 45% algodón, 50 a 65% poliéster y 5% elastómero). Además, se suelen incluir  piezas de espuma de poliuretano, además de cintas que se atan por debajo del mueble, para adaptar más la funda al sofá (esto es importante para que la funda no se mueva, se caiga, se salga, se descoloque, se desestire...)

## Juego de sofás
Un conjunto de sofás (también: tapizado o conjunto de sofás ) es una combinación de muebles de asiento tapizados individuales. La palabra conjunto describe cómo los muebles individuales pertenecen juntos, i. Esto significa que los componentes individuales tienen el mismo diseño y la misma referencia. Suele estar compuesto por un sofá y dos sillones. [6]

### Tipos
Como regla general, el término se refiere a una combinación de sofás con un número diferente de asientos. Por lo tanto, también se denominan juegos de sofás o sofás 3,2,1. Los juegos de tapicería/sofá están pensados como muebles para salas de estar  Están disponibles en muchos colores, formas, funciones y materiales diferentes. A diferencia de una esquina redonda o un sofá de esquina, que debido a su diseño solo pueden estar en una posición, el conjunto tapizado se puede combinar de forma variable en la habitación. Según un estudio de 1980, el conjunto tapizado era “equipo estándar en la gran mayoría de las salas de estar alemanas”  y el 83 % de los hogares poseía uno. Los sofás con asiento elevado, que se adaptan a la necesidad de las personas mayores de levantarse con mayor facilidad, se denominan coloquialmente "sofá senior".

### Tema
Durante los últimos 60 años, los juegos de tapicería/sofá han sido cada vez menos populares. El diseño también ha variado mucho en las últimas décadas. Durante las décadas de 1950 y 1960, los materiales como la madera en combinación con la tela seguían siendo dominantes. Los colores eran más bien apagados y el diseño era funcional. En la década de 1950, la población de habla alemana prefería sentarse en “esquinas redondas”. También estaban los sillones, por ejemplo sillones club / cóctel y TV, mobiliario popular. A finales de la década de 1960 y principios de la de 1970, el estilo de decoración cambió significativamente, porque los materiales también cambiaron. cuero o plasticodominado. En lugar de tonos de colores apagados, que todavía eran populares en las décadas de 1950 y 1960, la preferencia era por colores chillones y patrones grandes (era del poder de las flores ).
Los conjuntos de hoy se caracterizan principalmente por formas y colores claros. El asiento individual se reemplaza en parte por un taburete, que se puede usar de varias maneras, incluso como mesa. La tendencia es hacia lo minimalista, sin grandes estampados ni adornos.

## Galería de imágenes

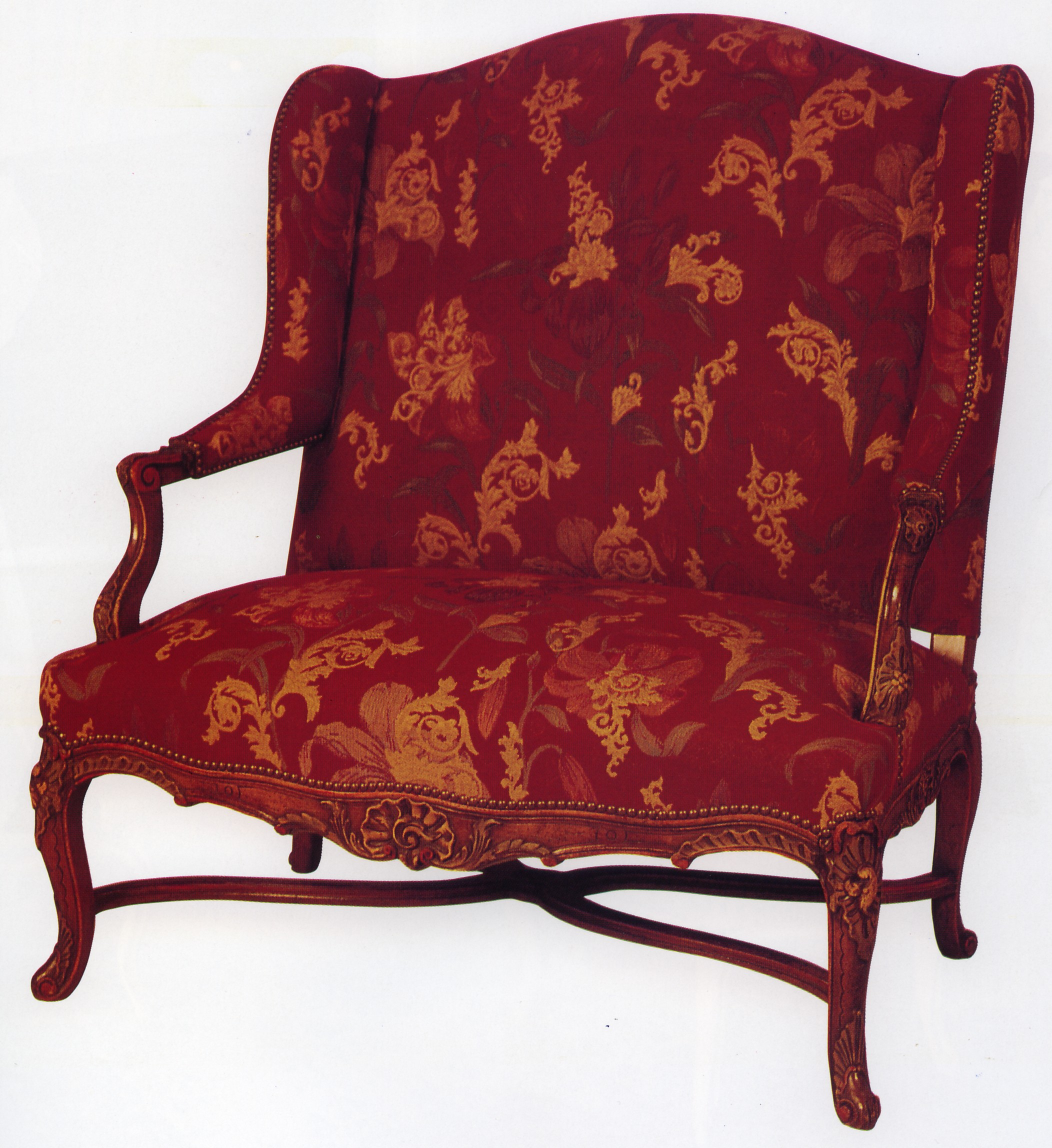
Canapé de estilo Luis XIV, respaldo de orejas en confesionario et reposapiés, réplica.
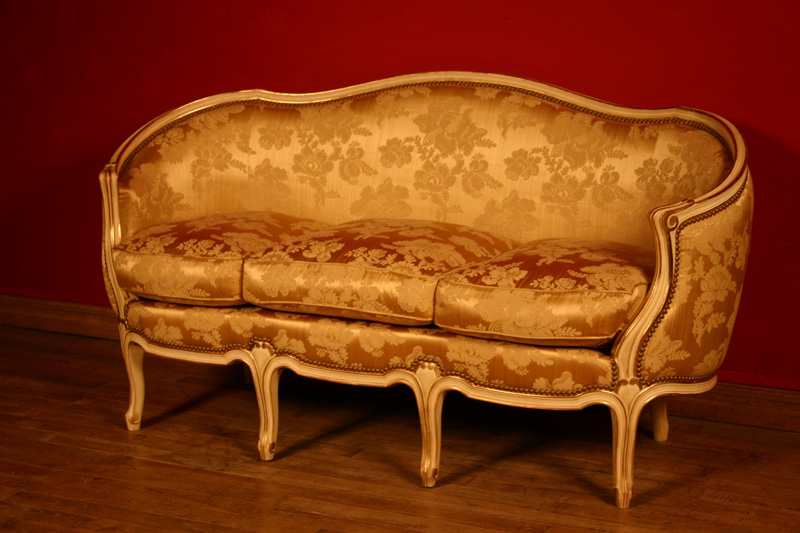
Sofá de estilo Luis XIV, respaldo de orejas y pies confesionales, réplica
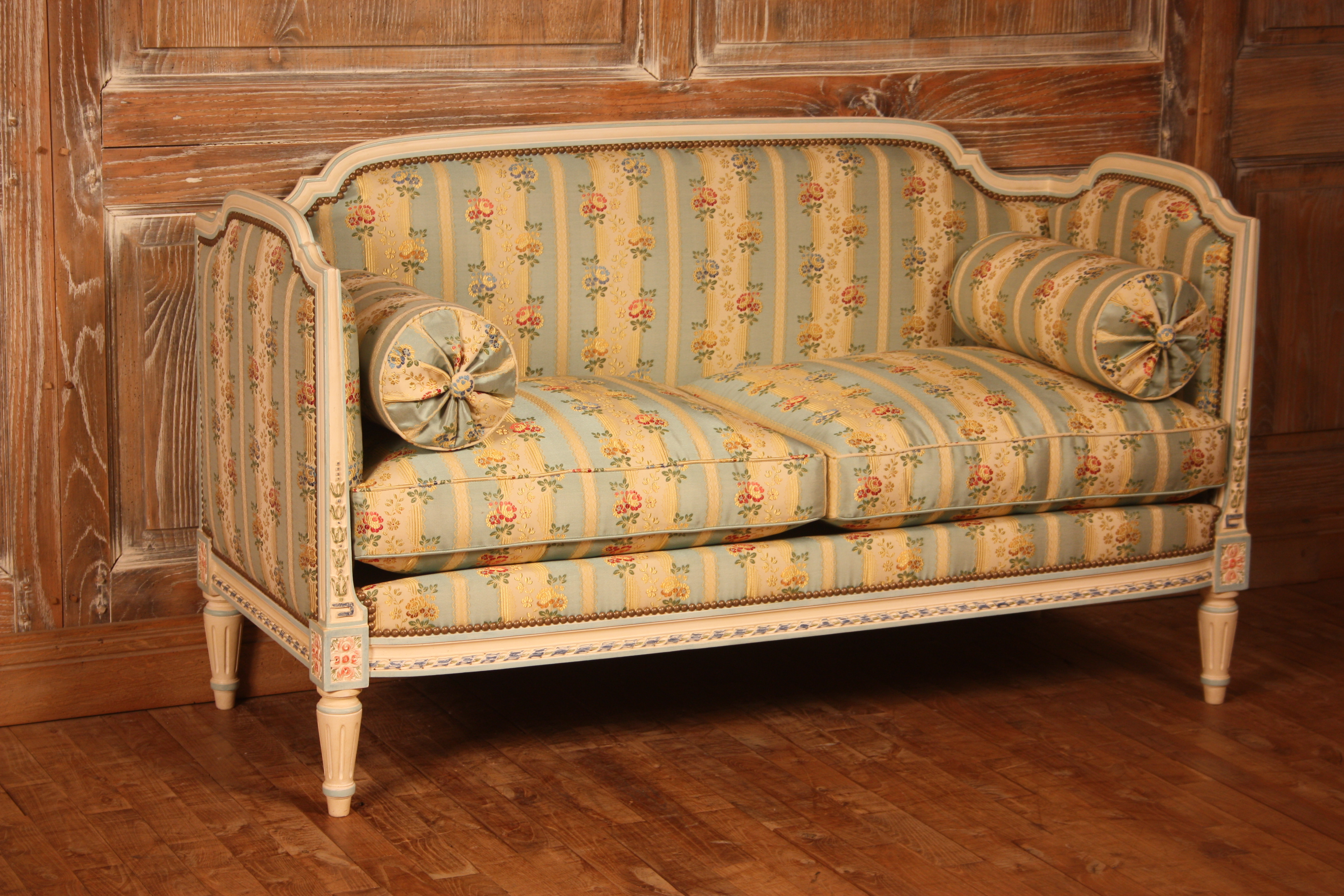
Pequeño sofá estilo Luis XV, en góndola, réplica.
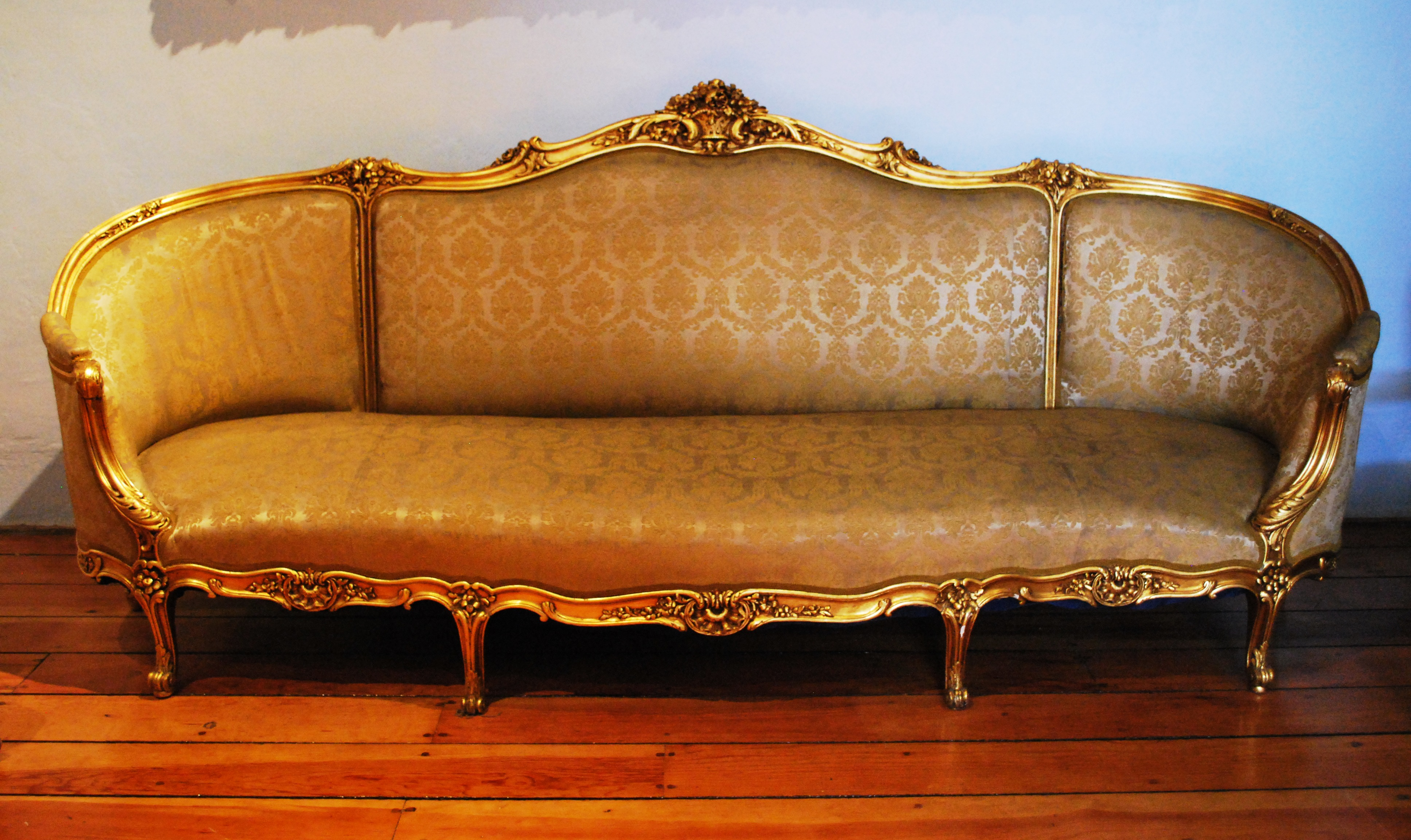
Otomana, de estilo Luis XVI, laterales del respaldo, réplica.
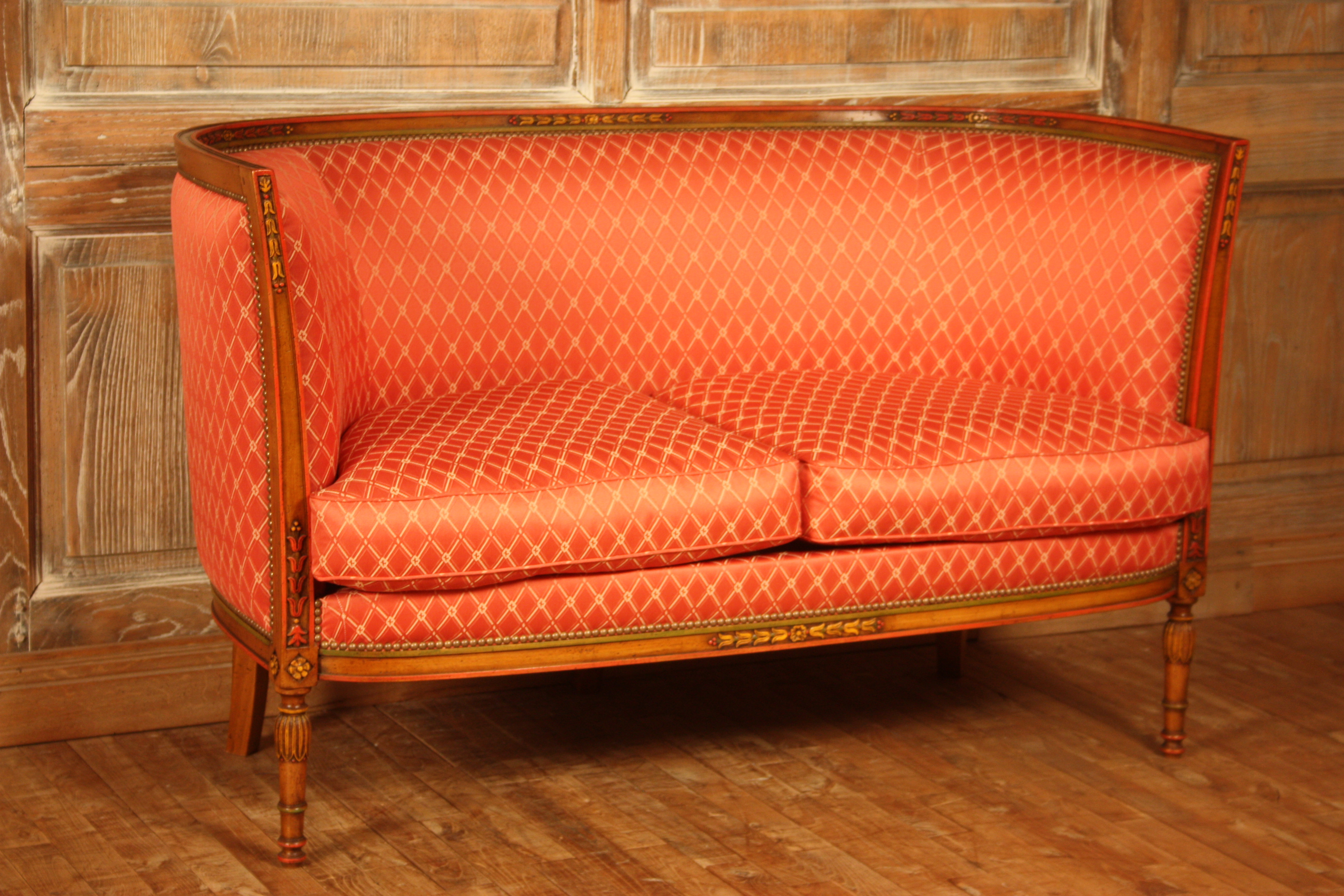
Sofá góndola estilo Directoire, réplica.
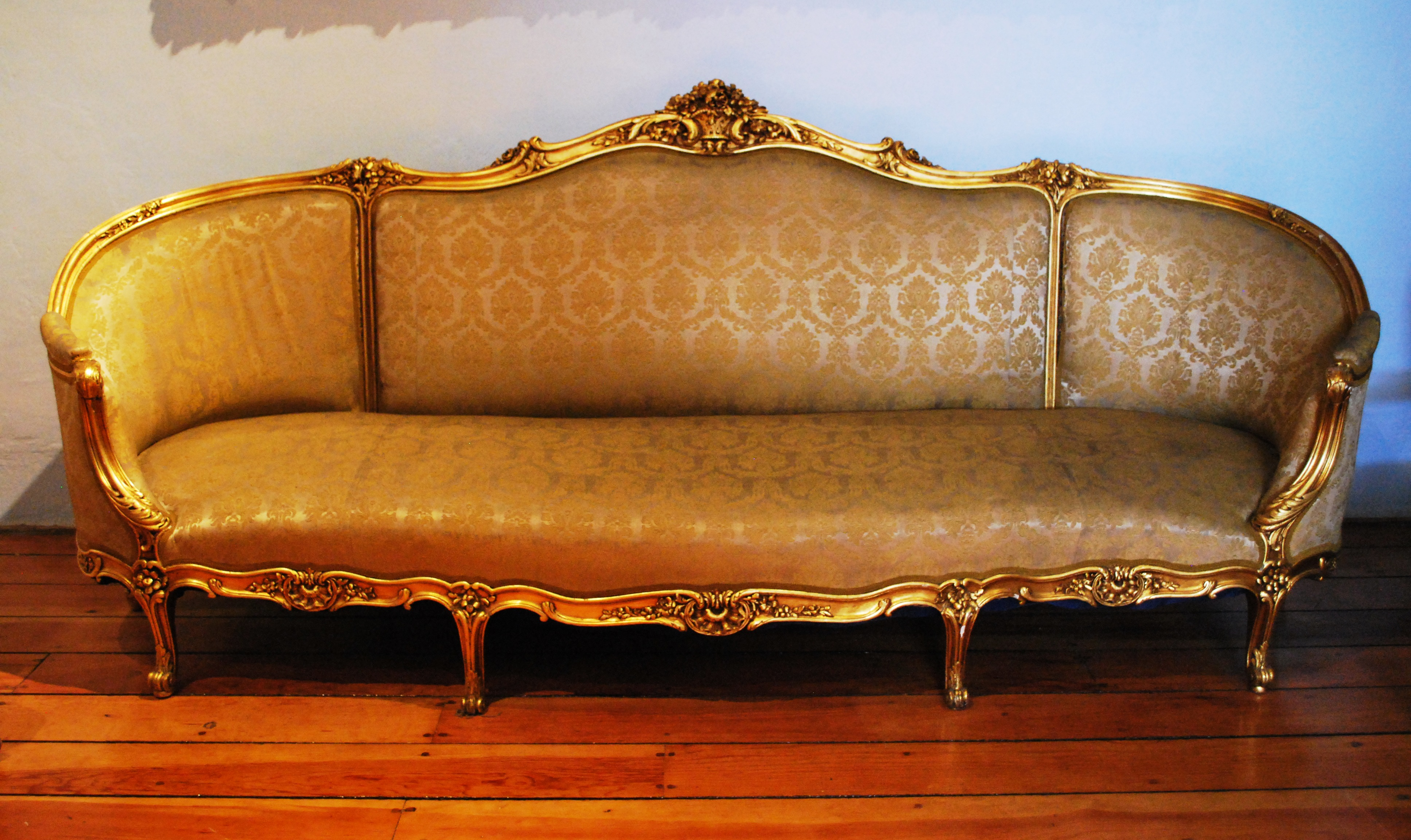
Sofá del siglo XIX
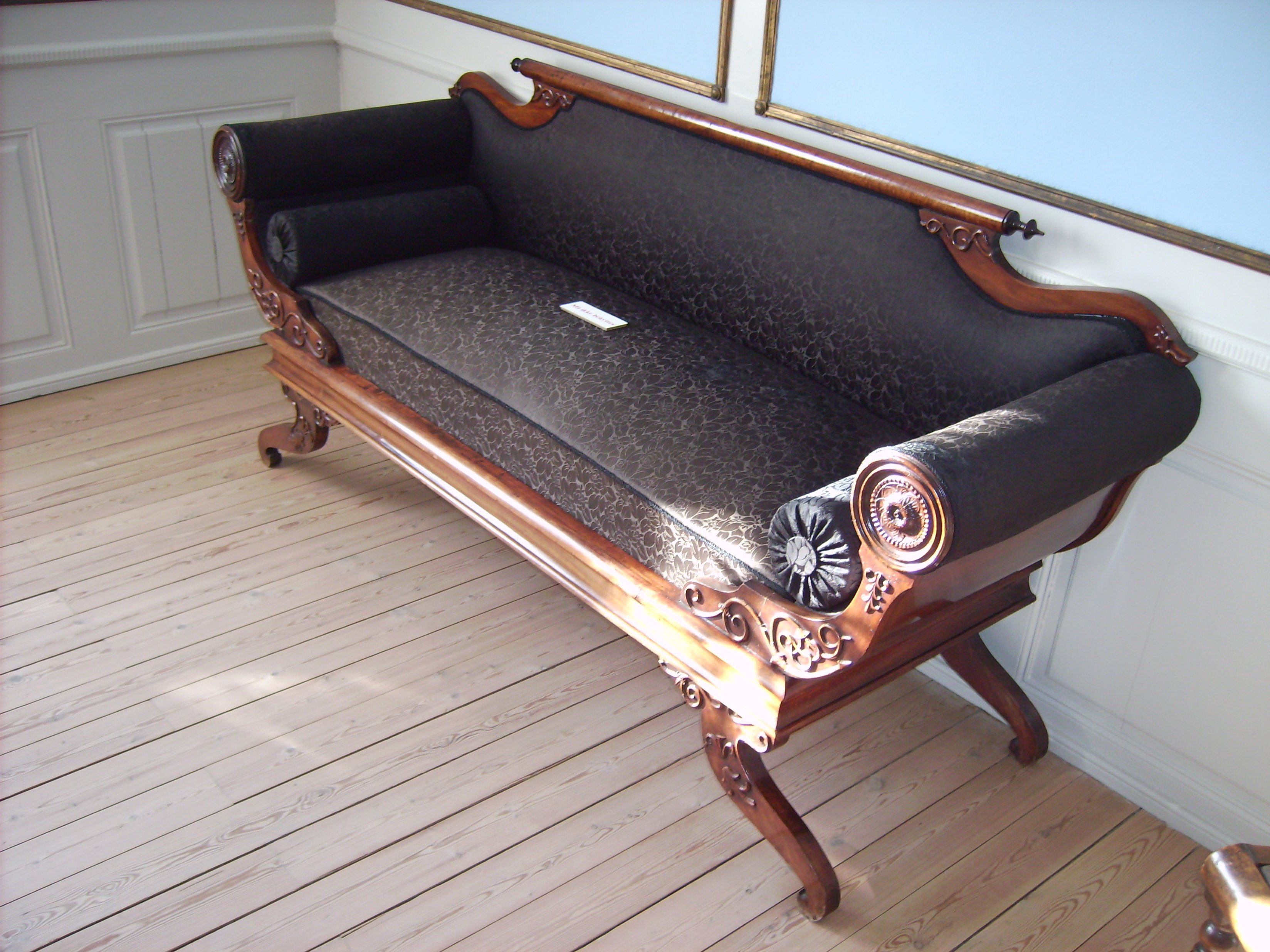
Sofá del siglo XIX
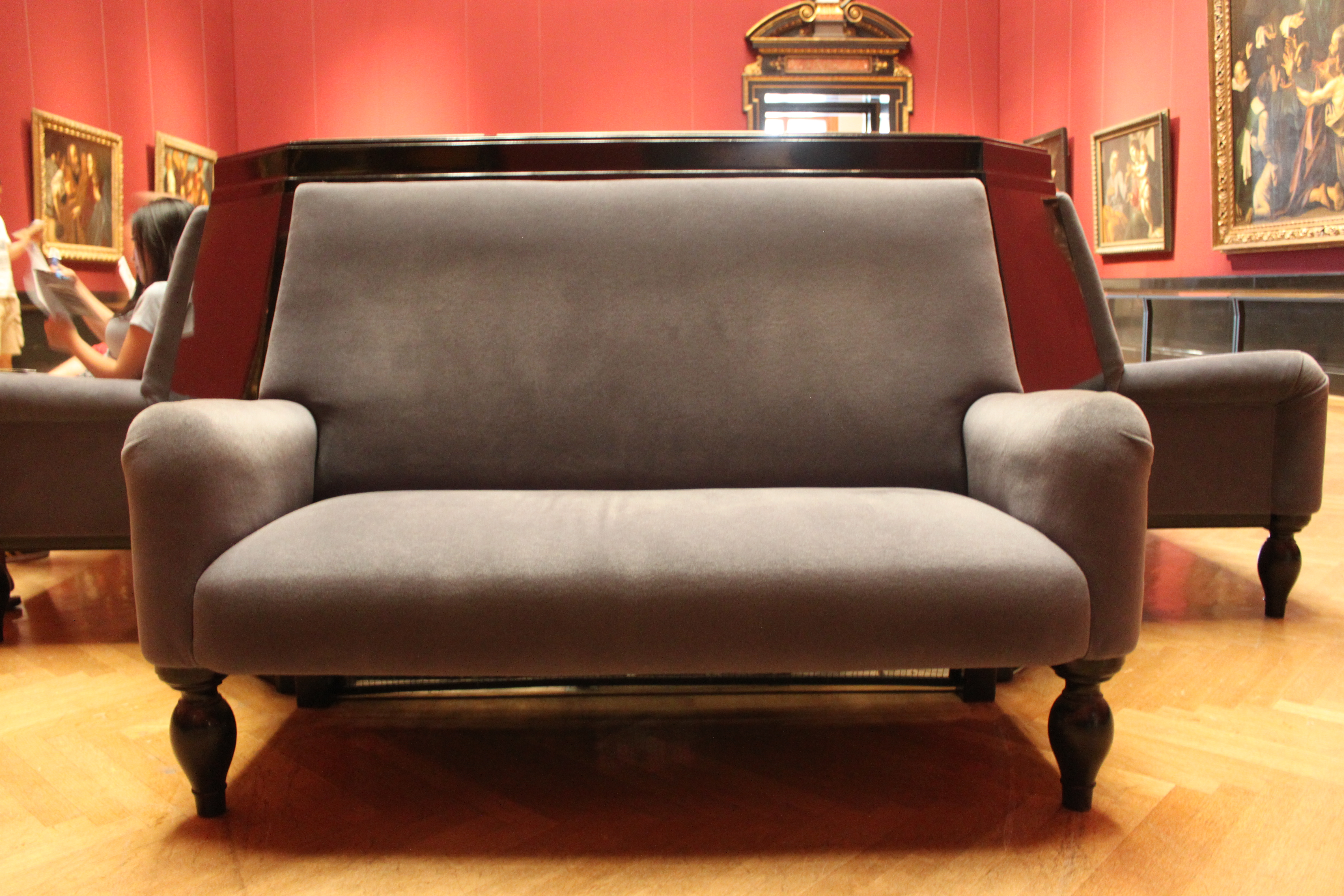
Sofá moderno